# Claudia Bickmann
Claudia Helene Dorothea Bickmann (* 22. August 1952 in Aachen; † 30. April 2017) war eine deutsche Philosophin und von 2002 bis 2017 Inhaberin des Lehrstuhls für Philosophie an der Universität zu Köln. Ihre Forschungsschwerpunkte waren die antike Philosophie, Kant und der Deutsche Idealismus, Religionsphilosophie, Ästhetik, Metaphysik, Sprachphilosophie, Erkenntnis- und Bewusstseinstheorie, Ontologie und die Interkulturelle Philosophie.

## Leben
Claudia Bickmann studierte an den Universitäten Marburg, Hamburg, Bremen und München Philosophie, Germanistik, Politikwissenschaften und Erziehungswissenschaften. In Kairo, Alexandria, El-Menya, Neu-Delhi und Prag war sie als Gastprofessorin tätig.
Claudia Bickmann war von 2003 bis 2004 Geschäftsführende Direktorin des Philosophischen Seminars der Universität zu Köln; ab 2004 Präsidentin der Gesellschaft für Interkulturelle Philosophie (GIP). Seit 2006 war sie Vorstandsmitglied des Zentrums für Moderneforschung an der Philosophischen Fakultät der Universität zu Köln. Von 2006 bis 2011 war Bickmann Mitglied des Vorstandes der Deutschen Gesellschaft für Philosophie (DGPhil), seit 2009 war sie Vorstandsmitglied der International Confucius Association (ICA) in Peking.
Bickmann wurde am 10. Mai 2017 auf dem Friedhof Königsdorf-Nord beigesetzt.

## Schriften
- Der Gattungsbegriff im Spannungsfeld zwischen historischer Betrachtung und Systementwurf. Eine Auseinandersetzung mit der gattungstheoretischen Forschung an ausgewählten Beispielen literaturwissenschaftlicher Theoriebildung im 20. Jhdt., Frankfurt, Bern, New York, Nancy 1984.

- Differenz oder das Denken des Denkens. Topologie der Einheitsorte im Verhältnis von Denken und Sein im Horizont der Transzendentalphilosophie Kants. Felix Meiner, Hamburg 1996. (Band 11 der Reihe: Schriften zur Transzendentalphilosophie).

- Tradition und Traditionsbruch zwischen Skepsis und Dogmatik. Hrsg. gemeinsam mit Hermann-Josef Scheidgen, Tobias Voßhenrich und Markus Wirtz, (Kongressband), Amsterdam, New York 2006.

- Immanuel Kants Weltphilosophie (IKB Band 115), Verlag Traugott Bautz, Nordhausen 2006, ISBN 978-3-88309-303-1.

- Religion und Philosophie im Widerstreit? Band I, Nordhausen, Amsterdam, New York 2008. Hrsg. mit Markus Wirtz, Hermann-Josef Scheidgen.

- Religion und Philosophie im Widerstreit? Band II, Nordhausen, Amsterdam, New York 2008. Hrsg. mit Markus Wirtz.

- Rationalität und Spiritualität, (Weltphilosophien im Gespräch Bd. 1), Verlag Traugott Bautz, Nordhausen 2009, Hrsg. mit Tobias Voßhenrich, Hermann-Josef Scheidgen, Markus Wirtz, ISBN 978-3-88309-504-2.

- Grund-Erfahrungen des Denkens, (Weltphilosophien im Gespräch Bd. 2 ), Verlag Traugott Bautz, Nordhausen 2009, Hrsg. mit Markus Wirtz, ISBN 978-3-88309-475-5.

- Die Poesie der All-Einheit bei Friedrich Hölderlin und Nishida Kitarō, (Weltphilosophien im Gespräch Band 3 ), Verlag Traugott Bautz, Nordhausen 2009, Hrsg. mit Markus Wirtz, ISBN 978-3-88309-502-8.

- Selbstverhältnis im Weltbezug Teil I, (Weltphilosophien im Gespräch, Bd. 4), Verlag Traugott Bautz, Nordhausen 2010, Hrsg. mit Markus Wirtz unter Mitarbeit von Viktoria Burkert, ISBN 978-3-88309-562-2

- Selbstverhältnis im Weltbezug Teil II, (Weltphilosophien im Gespräch, Bd. 5), Verlag Traugott Bautz, Nordhausen 2011, Hrsg. mit Markus Wirtz unter Mitarbeit von Viktoria Burkert, ISBN 978-3-88309-631-5

- Absolutheit und Kontingenz. Beiträge zum Universalismus/Relativismus-Problem, (Weltphilosophien im Gespräch Bd. 7), Verlag Traugott Bautz, Nordhausen 2011, Hrsg. mit Markus Wirtz unter Mitarbeit von Viktoria Burkert, ISBN 978-3-88309-656-8

- Selfhood East and West: De-Constructions of Identity, (Weltphilosophien im Gespräch Bd. 8), Verlag Traugott Bautz, Nordhausen 2011, Hrsg. mit Markus Wirtz,  ISBN 978-3-88309-688-9

- Sinnhorizonte, (Weltphilosophien im Gespräch Bd. 9), Verlag Traugott Bautz, Nordhausen 2012, Hrsg. mit Markus Wirtz unter Mitarbeit von Viktoria Burkert, ISBN 978-3-88309-749-7.

- Giovanni Morrone - Universalität versus Relativität, (Weltphilosophien im Gespräch Bd. 10), Verlag Traugott Bautz, Nordhausen 2013, Hrsg. mit Markus Wirtz, ISBN 978-3-88309-856-2.

- Die Idee vom höchsten Gut. Interkulturelle Annäherung an die Perspektive der Menschlichkeit und an die Idee des Göttlichen, (Weltphilosophien im Gespräch Bd. 11), Verlag Traugott Bautz, Nordhausen 2014, Hrsg. mit Markus Wirtz, ISBN 978-3-88309-919-4.

- Francesco Lanzi - Das Sein in Heideggers Beiträgen zur Philosophie, (Weltphilosophien im Gespräch Bd. 12), Verlag Traugott Bautz, Nordhausen 2014, Hrsg. mit Markus Wirtz, ISBN 978-3-88309-954-5.

- Tony Pacyna & Anna-Christina Boell - Grenzen in ihrer Vielfalt, (Weltphilosophien im Gespräch Bd. 13), Verlag Traugott Bautz, Nordhausen 2015, Hrsg. mit Markus Wirtz, ISBN 978-3-95948-064-2.

- Hegels Philosophie des Geistes zwischen endlichem und absolutem Denken, (Weltphilosophien im Gespräch Bd. 14), Verlag Traugott Bautz, Nordhausen 2016, Hrsg. mit Markus Wirtz unter Mitarbeit von Florian Bohde, Lars Heckenroth und Dominik Hiob, ISBN 978-3-95948-151-9.

- Foundations of Reason and Morality, (Weltphilosophien im Gespräch Bd. 15), Verlag Traugott Bautz, Nordhausen 2020, Hrsg. mit Michael Spieker, ISBN 978-3-95948-472-5.

- Christian Krijnen & Chung-ying Cheng - Philosophical Methodology in Classical Chinese and German Philosophy, (Weltphilosophien im Gespräch Bd. 16), Verlag Traugott Bautz, Nordhausen 2021, Hrsg. mit Markus Wirtz, ISBN 978-3-95948-512-8.